# Каика
Каика (開化天皇 Kaika-tennō); познат и као Вакајаматонекохикооби но Микото био је девети цар Јапана.
Сматра се да је владао од 157. п. н. е. до 98. п. н. е.

## О владару
Данашњи истраживачи сумњају у постојаност девет царева Јапана, у које спада и Каика, па их класификују у тз. митолошке цареве, све до Суџина након чега долазе владари са чвршћим доказима постојања. Име „Каика“ је постхумно име које се по јапанском обичају додељује после смрти.
Историчари сврставају Когена у тз. митолошке владаре јер чврстих доказа о његовом животу и владавини не постоје и мало тога се зна о њему.
У записима Коџики и Нихон шоки остало је сачувано име и генелогија владара. Иако нема јачих доказа да је овај владар заиста владао, Јапанци су традиционално прихватили његово постојање одржавајући место које се сматра његовим гробом (царски мисасаги).
Џиен, јапански песник, писац и будистички монах из 12. века оставио је запис да је Каика био други син цара Когена и да је владао из палате Исакава-но-мија у Кацуги која ће каснијe постати део Јамато провинције.
Каика је постхумно име. Ипак сугерише се да је то име изведено из кинеске форме и може се повезати са будизмом који је касније дошао у Јапан, што говори да је тај назив додељен доста касније, вероватно у време када је Коџики написан.
Право место где је сахрањен цар Коген ни данас није познато па се уместо тога традиционално поштује у шинтоистичком храму (мисасаги) у Нари. Тамо је и његов званични маузолејум Касуга но Изакава но сано е но мисасаги.

## Супруге и деца
Царица: Икагашикоме (伊香色謎命), ћерка Охесоки (大綜麻杵)
- Принц Мимакирихикоиние (御間城入彦五十瓊殖尊) (цар Суџин)
- Принцеза Мимацу-химе (御真津比売命)

Танива но Таканохиме (丹波竹野媛), ћерка Танива но Оагатануши Југори (丹波大県主由碁理)
- Принц Хикојумусу (彦湯産隅命)

Хахацу-химе (姥津媛), млађа сестра Ваши-химе
- Принц Хикоимасу (彦坐王), прадеда цара (Кеикоа), чукундеда царице (Џингу)

Ваши-химе (鸇比売), ћерка Кацурагија но Таруми но Сукунеа (葛城垂見宿禰)
- Принц Такетојохазураваке (建豊波豆羅和気王)